# Zoonosi
Una zoonosi és una malaltia infecciosa transmesa pels animals no humans (normalment vertebrats) als humans. La paraula deriva etimològicament del grec zòon (animal) i nosos (malaltia), va ser emprada per primera vegada per Rudolf Virchow l'any 1885 i el seu significat és diferent al del terme 'zoosi', el qual inclou totes les patologies humanes de caràcter no infecciós produïdes pels animals. La majoria de brots de malalties infeccioses en els darrers anys són del tipus zoonosi (ja sigui pel seu origen o pel seu comportament general).
Malalties actuals importants com l'Ebola o la grip per influenzavirus A són zoonosis. Les zoonosis poden ser causades pràcticament arreu per diversos patògens com virus (habituals o emergents), bacteris, fongs o paràsits. Dels més de 1.400 patògens que se sap que poden infectar els humans, el 61 per cent són zoonòtics i més del 70 per cent d'ells tenen el seu origen en animals salvatges. Tot i això, només es consideren zoonosis aquelles en què, usualment, hi ha una transmissió d'animal a humà.
Les zoonosis tenen diferents models i vies de transmissió. En la zoonosi directa la malaltia es transmet directament dels animals als humans a través de mitjans com l'aire (febre Q per inhalació d'aerosols contaminats, per exemple), sobretot quan les condicions climàtiques són les oportunes, (grip) o a través de mossegades i la saliva (ràbia). En altres casos, la transmissió es fa via una espècie intermèdia, anomenada vector, que transporta el patogen sense veure's infectat. Poques vegades es vincula amb més d'un vector. Quan els humans infecten, per contacte directe o a través dels seus residus, altres animals salvatges o en captivitat el fet s'anomena zoonosi inversa o antropozoonosi. La tuberculosi en elefants és un bon exemple d'aquest fenomen. Ha estat confirmada la transmissió antropozoonòtica del SARS-CoV-2 en l'àmbit domèstic entre persones infectades i gats i gossos de companyia i de l'influenzavirus A entre porcs i humans durant la pandèmia de grip per A(H1N1) de 2009. L'exposició a patògens humans, com ara el virus sincicial respiratori, el metapneumovirus humà, el virus de la grip H1N1 o el virus del xarampió, és una amenaça creixent per a la supervivència dels grans primats. Les ciclozoonosis requereixen dos o més espècies animals per a mantenir la seva capacitat infecciosa. En les metazoonosis tan sols intervenen invertebrats i en les aprozoonosis el reservori no pertany al regne animal.
Tècnicament, una zoonosi és una malaltia que existeix normalment en animals, però que també infecta humans i es dissemina entre ells amb facilitat. El reservori de la malaltia solen ser vertebrats, però també poden ser insectes i altres animals, en alguns casos, paràsits. La malària, per exemple, és la zoonosi de major impacte mundial a causa de les morts que produeix anualment (unes 409.000 persones l'any 2019, la majoria mainada a l'Àfrica subsahariana) i la transmeten mosquits. Se sap que Plasmodium cynomolgi, un plasmodi que infecta micos del Sud-est asiàtic i que es transmet als humans principalment a través del mosquit nocturn Anopheles leucosphyrus, té la capacitat d'ocasionar malària en l'espècie humana. El primer cas d'infecció natural en una persona per aquesta forma de malària, a Malàisia, va ser publicat l'any 2014. A Europa, quatre anys més tard es va detectar en una turista provinent del Sud-est asiàtic després d'un període d'incubació d'uns quinze dies.
La salut ambiental, que en gran part s'ocupa de les zoonosis, ha emergit en els darrers anys com un camp interdisciplinari dins de la salut pública i integra la medicina humana, la veterinària i les ciències ambientals a partir del concepte d'«una sola salut» (One Health), encunyat a principis de la dècada de 2000 i que avui dia té el suport de diversos organismes de l'Organització de les Nacions Unides (United Nations One Health Quadripartite) amb l'objectiu d'assolir un control mundial rigorós de les principals malalties zoonòtiques, implementant programes coordinats a diferents nivells contra les emergents o reemergents en particular. L'escalfament global provocat pel canvi climàtic és una de les causes de l'actual increment del nombre de zoonosis transmeses per artròpodes, ja que fa possible l'expansió i supervivència d'aquests vectors a latituds més altes i a zones de major altitud, un fenomen que previsiblement anirà a pitjor en els propers anys. La urbanització d'ecosistemes abans verges origina nous contactes humans amb la fauna salvatge que afavoreixen molt l'expansió de les zoonosis emergents. L'anàlisi de les tendències històriques demostra un patró de propagació cada vegada més important i freqüent de virus zoonòtics que tenen un gran impacte sobre la salut humana. El desplaçament de persones com a conseqüència dels conflictes bèl·lics és un altre factor de risc implicat en la dispersió de les zoonosis. A Espanya, els primers casos humans autòctons de febre hemorràgica de Crimea-Congo van ser detectats l'any 2016. La pèrdua de la diversitat biològica i les espècies invasores, entre elles el coipú i la tortuga de Florida, són factors que afavoreixen l'aparició de zoonosis causades per nombrosos patògens emergents; en especial virus amb un alt índex de transmissibilitat entre la població humana i sobretot als països tropicals menys desenvolupats que tenen problemes de superpoblació o als països en vies de desenvolupament amb una pobra atenció sanitària. La transferència de bacteris resistents als fàrmacs antimicrobians entre alguns animals de companyia i els seus amos és un fet possible, tot i que poc comú.

## Història
Durant bona part de la prehistòria la humanitat estava formada per petites comunitats de caçadors i recol·lectors, amb grups que rarament eren més grans de 150 individus. Aquest isolament afavoria la desaparició de les malalties epidèmiques després de la primera passa en una població, ja que les epidèmies depenen d'una afluència constant d'humans que no hagin desenvolupat una resposta immunitària. Per a persistir a la població, un patogen havia de produir una infecció crònica, romanent viu i infecciós dins l'hoste durant llargs períodes, o bé havia de tenir un reservori no humà on sobreviure fins a tenir contacte amb nous hostes humans. En moltes malalties zoonòtiques l'humà és de fet una «víctima accidental» i un hoste final, ja que no pot transmetre-la a ningú més. Aquest és el cas de la ràbia (malaltia), el carboncle (o àntrax maligne), la tularèmia (causada per Francisella tularensis, un bacil gramnegatiu) i la febre del Nil Occidental. Per això la major part de l'exposició dels humans a malalties infeccioses ha estat zoonòtica. Les restes paleopatològiques més antigues (~10.000 anys BP) amb proves de malalties zoonòtiques s'han trobat a jaciments arqueològics d'Israel, Sud-àfrica i Egipte. En mòmies de diverses èpoques de l'antic Egipte i també en altres pertanyents als regnes cristians de la Núbia Superior s'ha identificat ADN mitocondrial del paràsit Leishmania donovani. Emprant mètodes biomoleculars específicament dissenyats per analitzar l'ADN antic de les espècies micobacterianes, científics de la Universitat de Tel-Aviv i de l'Escola Universitària de Londres van trobar ADN i lípids de la paret cel·lular de Mycobacterium tuberculosis en ossos humans d'uns 9.000 anys d'antiguitat descoberts al poblat submergit d'Atlit-Yam, al sud d'Israel També l'ús de tècniques moleculars ha posat de manifest la presència de Plasmodium falciparum en esquelets i teixits momificats pertanyents al jaciment d'Abidos. Ha estat comprovada per immunocromatografia la presència d'antígens contra la malària no falcípara en restes òssies trobades a la necròpolis de Guiza. A la Patagònia argentina es van descobrir ous de Capillaria spp. en restes orgàniques humanes i de bestiar de fa uns 6.500 anys. A Europa, s'ha reconstruït el genoma de Yersinia pestis present en fragments del crani d'un individu de més de 5.000 anys d'antiguitat trobat a l'actual Letònia i es varen identificar ous de Fasciola hepatica dins de copròlits humans i bovins localitzats en enterraments de fa uns 4.500 anys BP, pertanyents a la cultura de la ceràmica cordada. Els estudis paleomicrobiològics també han posat de manifest la presència de diversos helmints, incloent Taenia asiatica en copròlits de la mina de sal de Chehrâbâd (Imperi Sassànida). La domesticació progressiva d'espècies animals que es va produir durant el període de la revolució neolítica va afavorir l'expansió de les zoonosis entre les poblacions de vida sedentària, com fou el cas, per exemple, de la brucel·losi en els assentaments que habitaren el Creixent fèrtil. La leishmaniosi, la capil·lariosi, la leptospirosi, la tuberculosi per Mycobacterium pinnipedii, la salmonel·losi, l'amebosi, la malaltia de Chagas, la ciclosporosi, la criptosporidiosi, la dipilidiosi, l'ascariosi, la enterobiosi vermicular, la giardiosi, la febre recurrent o la bartonel·losi eren algunes de les patologies zoonòtiques freqüents entre les poblacions de l'Amèrica precolombina. Al fetge de la dona de Zweeloo (Països Baixos), una mòmia dels pantans de l'Edat del ferro romana, es van trobar ous de Dicrocoelium dendriticum (un paràsit que afecta el bestiar de pasturatge). Diversos estudis sobre les femtes trobades a les latrines de Pompeia i Herculà han constatat la presència d'ascariosi i triquinosi entre els habitants d'ambdues ciutats. Les anàlisis del genoma antic de soques de Mycobacterium leprae ha demostrat la propagació de la lepra entre l'esquirol vermell europeu i els habitants d'Anglaterra durant el període medieval. La Plaga d'Atenes, la Pesta de Justinià, la Pesta Negra, la Gran pesta de 1738 i la pesta pneumònica de Manxúria (1910-1911) van ser importants epidèmies d'origen zoonòtic. És una infecció encara present a diversos països del món, com els Estats Units, Madagascar o la República Democràtica del Congo.
Moltes malalties modernes, i fins i tot contemporànies, van començar com a malalties zoonòtiques. És difícil assegurar quines malalties van saltar dels animals als humans, però cada cop hi ha més proves, gràcies a la seqüenciació de l'ADN i l'ARN, que el xarampió, la verola, la grip, el virus de la immunodeficiència humana (VIH) i la diftèria van arribar a l'ésser humà d'aquesta manera. L'anomenat refredat comú i la tuberculosi també són adaptacions de soques originades en altres espècies. El virus SARS-CoV-2, causant de la pandèmia de COVID-19 sembla que també s'hauria originat en un animal, un ratpenat asiàtic.
Les zoonosis són d'interès epidemiològic perquè sovint són malalties no conegudes prèviament o que han augmentat la seva virulència en poblacions sense immunitat. El virus del Nil Occidental va aparèixer als Estats Units el 1999 en l'àrea de la ciutat de Nova York i es va dispersar per tot el país l'estiu de 2002, provocant força alarma social. La pesta bubònica és una malaltia zoonòtica, igual que les infeccions per salmonel·la entèrica, la febre de les muntanyes Rocoses i la malaltia de Lyme. Moltes zoonosis són considerades malalties tropicals desateses.
Un factor important que contribueix a l'aparició de nous patògens zoonòtics en poblacions humanes és el contacte més gran entre els humans i la fauna salvatge. Això pot ser provocat bé per la intrusió de l'activitat humana en àrees salvatges, bé pel moviment d'animals salvatges cap a àrees amb activitat humana. N'és un exemple el brot d'henipavirus a la Malàisia peninsular el 1999, quan s'hi va introduir la ramaderia intensiva de porcí a l'hàbitat natural de ratpenats frugívors infectats. La infecció no identificada dels porcs va amplificar la força de la infecció, i va provocar la transmissió del virus als ramaders, entre els quals va ocasionar 105 morts.
De manera similar, més tard la grip aviària i el virus del Nil Occidental han aparegut en poblacions humanes probablement a causa d'interaccions entre l'hoste portador i animals domèstics. Els animals que es desplacen molt com els ratpenats i els ocells poden representar un risc més alt de transmissió zoonòtica que altres animals a causa de la facilitat amb què es poden moure cap a àrees habitades.
A finals de la dècada de 1990 es va descriure per primera vegada la presència en porcs selvàtics i domèstics de Papua Nova Guinea del nematode paràsit Trichinella papuae, una espècie desconeguda fins llavors i que posteriorment va causar diversos brots de triquinosi a Taiwan i Tailàndia. El 1999 es va comprovar la patogenicitat del bacteri Ehrlichia ewingii en humans i no solament en gossos com abans es pensava. Hi ha científics que opinen que la hipotètica malaltia X podria ben bé ser una una futura entitat nosològica vírica de transmissió zoonòtica i gran virulència.
Avui dia, les tècniques d'aprenentatge automàtic es fan servir amb èxit i fiabilitat per predir l'origen animal d'una nova zoonosi, els possibles hostes de zoonosis no descobertes, els factors de risc ecològics i antropogènics de propagació zoonòtica i la capacitat infecciosa i de transmissió dels virus identificats de novo en les poblacions humanes. Per exemple, s'ha creat un algorisme pràctic que té l'objectiu d'ajudar als metges clínics en l'avaluació i seguiment perllongat de casos de febre de la vall del Rift.
Les malalties com l'esquistosomosi africana, l'oncocercosi i l'elefantiasi no es consideren zoonòtiques, tot i que poden ser transmeses per insectes o altres vectors, perquè depenen de l'hoste humà per a completar el seu cicle vital.

## Intoxicacions alimentàries
Els patògens zoonòtics més significatius que provoquen intoxicacions alimentàries són: Escherichia coli O157:H7, diversos campilobacteris, els Caliciviridae (sobretot del gènere Norovirus), Listeria monocytogenes, Aeromonas spp. i diferents serovars de Salmonella que tenen una gran ubiqüitat, com ara Salmonella Dublin (un serovar de 
Salmonella enterica subsp. enterica que pot ser mortal). Diverses espècies del gènere Arcobacter es consideren una font emergent d'infeccions zoonòtiques adquirides a través de l'alimentació, bona part de les quals en consumir marisc o peix d'aigües costaneres. Yersinia enterocolitica causa, per regla general, trastorns entèrics d'importància variable i habitualment s'adquireix ingerint menjar contaminat pel bacil, amb freqüència carn de porc poc cuita. Les quelonitoxines presents en la carn, els ous i la pell de certes tortugues marines, com ara la carei, provoquen intoxicacions potencialment mortals quan es mengen aquests animals. El 2006, en un congrés celebrat a Berlín sobre els efectes dels patògens zoonòtics amb relació a la seguretat alimentària, es va instar els governs a intervenir i a la població a estar alerta dels riscos de contraure malalties d'origen alimentari consumint aliments de la granja a taula.
Molts brots epidèmics d'origen alimentari es poden vincular a patògens zoonòtics. Una gran varietat d'aliments poden contaminar-se amb microorganismes patògens transmesos per animals. Alguns d'aquests aliments són els ous, el marisc, la carn de porc, la carn de caça, els làctics, algunes verdures o el peix cru. Aquests brots han de ser gestionats mitjançant plans de política alimentària preestablerts per tal de prevenir que es propaguin i provoquin epidèmies d'importància, ja que el control de l'estructura i les característiques dels moderns sistemes de producció dels aliments és una peça clau per mitigar els factors de risc de moltes malalties originades en la interfície entre persones i animals.

## Agents zoonòtics en humans
En general, tot el bestiar i els animals domèstics són possibles agents zoonòtics. Una llista parcial d'agents que poden ser portadors d'organismes contagiosos inclou els següents animals:
| - Armadillos - Búfals - Caprins (cabres i ovelles) - Caracals - Cargols de terra - Cargols d'aigua dolça - Cargols de mar - Crancs de riu - Gambes - Cavalls - Zebres - Ases - Castors - Camells - Cérvols - Coloms - Primats (entre ells ximpanzés, babuïns, goril·les, gibons, macacos i lèmurs) - Peresós - Pècaris barbablancs - Ocells (flamencs, oques i cignes) - Gavines - Voltors | - Coales - Ànecs salvatges - Guineus - Gats - Gossos - Granotes - Peixos - Mangostes - Mol·luscs - Mosques - Musaranyes - Hienes - Humans - Iacs - Kinkajús - Lepòrids (conills i llebres) - Lloros i cacatues - Linx roig - Mosquits - Ocelots - Opòssums - Ossos rentadors - Alpaques - Tapirs amazònics - Daines - Rens - Quoques | - Cangurs - Gaseles de Mongòlia - Bestiar boví - Gossos viverrins - Solenopsis - Paparres - Polls - Reduviidae - Rat-penats - Porcs - Ocells de presa - Puces - Xinxes domèstiques - Rèptils - Rosegadors (rates, capibares, ratolins, hàmsters, marmotes de l'Himàlaia, gosset de les praderies de Gunnison, talpó muntanyenc, talpó roig) - Sangoneres - Senglars - Sikas - Suricates - Eriçons comuns i de panxa blanca |

## Llista d'agents infecciosos
Les zoonosis es poden classificar segons l'agent infecciós:
- Àcars.[254]
- Protozous.[255]
- Helmints (cestodes i trematodes).[256]
- Fongs.[257]
- Eubacteris.[258]
- Virus.[259]
- Prions.[260]

## Llista de zoonosis
- Acantocefalosi.[261]
- Adiaspiromicosi.[262]
- Anaplasmosi.[263]
- Ancilostomosi.[264][265]
- Angiostrongilosi.[266]
- Anisakiosi.[267]
- Àntrax.[268]
- Ascariosi.[269]
- Arbovirus.[270]
- Babesiosi.[271][272]
- Bailisascariosi.[273]
- Balantidiosi.[274]
- Bartonel·losi.[275]
- Basidiobolomicosi gastrointestinal.[276]
- Botulisme.[277]
- Ehrlichiosi.[278]
- Esquistosomosi.[279]
- Borm.[280]
- Brucel·losi.[281]
- Campilobacteriosi.[282]
- Candidosi.[283]
- Capil·lariosi hepàtica.[284]
- Cenurosi.[285][286]
- Clamidiosi ovina.[287]
- Còlera.[288]
- Infecció per Vibrio cholerae serogrup no O1.[289]
- Coriomeningitis limfocítica.[290]
- Meningitis eosinofílica parasitària.[291]
- Criptococcosi per C. gattii.[292]
- Criptosporidiosi.[293][294]
- Criptosporidiosi per C. felis.[295]
- Diftèria, tant cutània com respiratòria, per Corynebacterium ulcerans.[296][297]
- Difilobotriosi.[298]
- Dipilidiosi.[299]
- Dirofilariosi.[300][301]
- Demodicosi.[302]
- Dengue.[303]
- Dermatitis i artràlgies[304] per Cheyletiella spp.[305]
- Dermatitis pels àcars dels ocells (també anomenada gamasoidosi).[306][307]
- Dermatitis per cercàries.[308]
- Dermatofilosi.[309]
- Equinococcosi o hidatidosi.[310][311]
- Escherichia coli O157:H7.[312]
- Encefalitis equina oriental.[313]
- Encefalitis equina occidental.[314]
- Encefalitis equina veneçolana.[315]
- Encefalitis pel virus Chandipura.[316]
- Encefalitis pel virus de Jamestown Canyon.[317]
- Encefalitis pel virus de La Crosse.[318]
- Encefalitis pel virus Powassan.[319][320]
- Erisipeloide.[321]
- Esparganosi.[322][323]
- Esporotricosi.[324]
- Fasciolopsiosi.[325][326]
- Fasciolosi.[327][328]
- Febre groga.[329]
- Febre hemorràgica argentina.[330]
- Febre hemorràgica boliviana.[331]
- Febre hemorràgica de Crimea-Congo.
- Febre hemorràgica coreana.[332]
- Febre hemorràgica de l'Ebola.
- Febre hemorràgica d'Omsk.[333]
- Febre hemorràgica pel virus Alkhumra.[334]
- Febre hemorràgica pel virus Chapare.[335]
- Febre hemorràgica pel virus Lujo.[336]
- Febre hemorràgica pel virus Ngari.[337]
- Febre hemorràgica pel virus Sabiá.[338]
- Febre hemorràgica veneçolana.[339]
- Sindrome de la febre hemorràgica renal.[340]
- Febre de Lábrea o febre negra de Làbrea. Essencialment, és una coinfecció pels virus de l'hepatitis B i D que provoca hepatitis fulminants en àmplies zones amazòniques.[341][342]
- Febre de Lassa.[343]
- Febre de Marburg.[344]
- Febre Nipah.[345]
- Febre Oropouche.[346]
- Febre pel virus del flebòtom sicilià.[347]
- Febre pel virus Bourbon.[348]
- Febre pel virus Mayaro.[349]
- Febre per mossegada de rata.[350][351]
- Febre Q o coxiel·losi.[352]
- Febre Tsutsugamushi.[353]
- Febre del Colorado transmesa per paparres.[354]
- Febre de la vall del Rift.[355]
- Febre maculosa israeliana.[356]
- Giardiosi (provocada per Giardia lamblia).[357]
- Glossopeda (malaltia animal, la seva transmissió als humans és extremadament rara però possible).[358]
- Gnatostomiasi.[359]
- Gongilonemosi.[360]
- Granuloma de les piscines (o dels aquaris)[361]
- Grip aviària.[362]
- Grip aviària A (H3N8).[363]
- Grip aviària A (H5N1), clade 2.3.4.4b.[364]
- Hantavirus.[365][366]
- Herpes B.[367]
- Henipavirus.[368]
- Hepatitis E (per VHE-3, 4 i 7).[369]
- Dicrocoeliasi.[370]
- Himenolepiosi.[371][372]
- Infecció pel Huaiyangshan banyangvirus.[373][374]
- Infecció pel virus del Zika.[375]
- Infecció pel virus Dobrava-Belgrad.[376]
- Infecció pel virus Heartland.[377]
- Infecció pel virus Madariaga.[378]
- Infecció pel virus Toscana.[379]
- Infecció pel virus Usutu.[380][381]
- Infecció pel virus Wesselsbron.[382]
- Infecció pel virus Xipre.[383]
- Infecció pel coronavirus HCoV-NL63.[384]
- Infecció pel coronavirus 2019-nCoV (Covid-19).[385]
- Infecció per Bergeyella zoohelcum.[386]
- Infecció per Bertiella studeri.[387]
- Infecció per Bordetella bronchiseptica.[388]
- Infecció per Brugia pahangi.[389]
- Infecció per Anatrichosoma spp.[390]
- Infecció per Blastocystis spp.[391][392]
- Infecció per Capnocytophaga spp.[393]
- Infecció per Dipylidium caninum.[394]
- Infecció per Edwardsiella tarda.[395][396]
- Infecció per Globicatella spp.[397]
- Infecció per Helicobacter canis.[398]
- Infecció per Helicobacter pullorum.[399]
- Infecció per Lactococcus garvieae.[400]
- Infecció per Malassezia spp.[401][402]
- Infecció per Encephalitozoon cuniculi.[403]
- Infecció per Enterocytozoon bieneusi.[404]
- Infecció per micoplasma hemotròpic.[405]
- Infecció per Mycoplasma phocacerebrale.[406]
- Infecció per Rocahepevirus ratti.[407]
- Infecció per Staphylococcus pseudintermedius.[408]
- Infecció per Streptococcus zooepidemicus.[409]
- Infecció per Trichomonas tenax.[410]
- Infecció per Trichostrongylus colubriformis.[411]
- Infecció per Wohlfahrtiimonas chitiniclastica.[412]
- Infecció per Vibrio parahaemolyticus.[413]
- Infecció ocular per Philophthalmus spp.[414]
- Infestació dels ulls per sangoneres.[415][416]
- Kala-azar.[417]
- Larva migrant cutània.[418]
- Larva migrant ocular.[419]
- Larva migrant visceral.[420]
- Leishmaniosi.
- Lepra.[421]
- Leptospirosi.
- Listeriosi.[422]
- Lobomicosi.[423]
- Mansonel·losi.[424]
- Malaltia del bosc de Kyasanur.[425]
- Malaltia de Chagas.[426]
- Malaltia de Newcastle.[427][428]
- Malaltia pel virus del riu Ross.[429]
- Malaltia pel virus de la vall Cache.[430]
- Malaltia per esgarrapada de gat.[431]
- Malaltia de Lyme i altres borreliosis.[432]
- Malaltia de Creutzfeldt-Jakob, causada per l'encefalopatia espongiforme bovina o "mal de les vaques boges".[433]
- Malaltia variòlica pels virus d'Araçatuba i Cantagalo.[434][435]
- Malària.[436]
- Malària per Plasmodium knowlesi.[437]
- Malària per Plasmodium ovale.[438]
- Melioidosi.[439]
- Malària per Plasmodium vivax.[440]
- Miasi genital.[441]
- Miasi ocular.[442]
- Miasi furunculoide.[443]
- Oestrosi.[444]
- Opistorquiosi.[445][446]
- Orf (malaltia animal que pot originar zoonosis ocupacionals).[447]
- Paragonimosi.[448]
- Paràlisi neurotòxica transmesa per paparres.[449]
- Pasteurel·losi.[450]
- Pentastomiasi visceral.[451]
- Pesta bubònica.[452]
- Prototecosi.[453]
- Psitacosi o ornitosi o clamidiosi o "febre dels lloros".[454]
- Pseudoràbia (malaltia d'Aujeszky).[455][456]
- Queiletiel·losi.[457]
- Ràbia.[458]
- Rickettsiosi[459] (febre botonosa mediterrània,[460] tifus exantemàtic i murí,[461][462] febre maculosa de les muntanyes Rocoses).[463]
- Rotavirus equí A.[464]
- Rickettsiosi varioliforme.[465]
- Salmonel·losi.
- Sarcocistosi.[466]
- Sarna.[467]
- Sarna per S. scabiei var. canis.[468]
- Síndrome de Baggio-Yoshinari.[469]
- Síndrome de la febre alta amb trombocitopènia[470]
- Síndrome respiratòria aguda greu.[471]
- Síndrome respiratòria de l'Orient Mitjà.[472]
- Sodoku.[473]
- Streptococcus canis.[474]
- Streptococcus equi, subesp. zooepidemicus.[475]
- Streptococcus iniae.[476]
- Streptococcus suis.[477][478]
- Thelaziosi.[479][480]
- TIBOLA/DEBONEL.[481]
- Tifus de les paparres de Queensland.[482]
- Dermatofitosi per Micosporum canis.[483]
- Tinya de la barba per Trichophyton mentagrophytes (un fong filamentós que pot parasitar la pell).[484]
- Toxoplasmosi.[485]
- Tripanosomosi africana.[486]
- Tripanosomosi per Trypanosoma lewisi.[487]
- Triquinosi per Trichinella spiralis.[488]
- Triquinosi per T. britovi.[489]
- Triquinosi per T. murrelli.[490]
- Trombiculosi.[491][492]
- Tuberculosi bovina.[493]
- Tularèmia o "febre dels conills".[494]
- Tungosi.[495]
- Verola dels búfals aquàtics de l'Índia.[496]
- Verola dels simis.[497][498]
- Virus de la verola d'Alaska.[499]
- Virus de la família Bornaviridae.[500]
- Virus del bosc Barmah.[501]
- Virus Aigai.[502]
- Virus Batai.[503]
- Virus Cowpox.[504]
- Virus Cat Que.[505]
- Virus Choclo.[506]
- Virus dels Andes.[507]
- Virus Duvenhage.[508]
- Virus Granada.[509]
- Virus Hendra.[510]
- Virus Itaya.[511]
- Virus escumós dels simis.[512]
- Virus Kemerovo.[513]
- Virus Kodoko.[514]
- Virus Laguna Negra.[515]
- Virus Massilia.[516]
- Virus Melaka.[517]
- Virus del Nil occidental.
- Virus Iquitos.[518]
- Virus Issyk-Kul.[519]
- Virus Karimabad.[520]
- Virus Langya.[521]
- Virus Ljungan.[522]
- Virus Louping ill.[523]
- Virus Mokola.[524]
- Virus Menangle.[525]
- Virus Maripa.[526]
- Virus Ocozocoautla de Espinosa.[527]
- Virus O'nyong-nyong.[528]
- Virus Oz.[529]
- Virus Ozernoe.[530]
- Virus Pasatempo.[531]
- Virus Puumala.[532]
- Virus Seül.[533]
- Virus Shuni.[534][535]
- Virus Sindbis.[536]
- Virus Sin Nombre.[537]
- Virus Sosuga.[538]
- Virus Tula.[539]
- Virus Xue-Cheng.[540]
- Virus Yezo.[541]
- Yersiniosi.[542]
- Yersiniosi per Yersinia pseudotuberculosis.[543]